# White Wind
 (janvier 2021).
La mise en forme du texte ne suit pas les recommandations de Wikipédia : il faut le « wikifier ».
Les points d'amélioration suivants sont les cas les plus fréquents. Le détail des points à revoir est peut-être précisé sur la page de discussion.
- Les titres sont pré-formatés par le logiciel. Ils ne sont ni en capitales, ni en gras.
- Le texte ne doit pas être écrit en capitales (les noms de famille non plus), ni en gras, ni en italique, ni en « petit »…
- Le gras n'est utilisé que pour surligner le titre de l'article dans l'introduction, une seule fois.
- L'italique est rarement utilisé : mots en langue étrangère, titres d'œuvres, noms de bateaux, etc.
- Les citations ne sont pas en italique mais en corps de texte normal. Elles sont entourées par des guillemets français : « et ».
- Les listes à puces sont à éviter, des paragraphes rédigés étant largement préférés. Les tableaux sont à réserver à la présentation de données structurées (résultats, etc.).
- Les appels de note de bas de page (petits chiffres en exposant, introduits par l'outil «  Source ») sont à placer entre la fin de phrase et le point final[comme ça].
- Les liens internes (vers d'autres articles de Wikipédia) sont à choisir avec parcimonie. Créez des liens vers des articles approfondissant le sujet. Les termes génériques sans rapport avec le sujet sont à éviter, ainsi que les répétitions de liens vers un même terme.
- Les liens externes sont à placer uniquement dans une section « Liens externes », à la fin de l'article. Ces liens sont à choisir avec parcimonie suivant les règles définies. Si un lien sert de source à l'article, son insertion dans le texte est à faire par les notes de bas de page.
- La présentation des références doit suivre les conventions bibliographiques. Il est recommandé d'utiliser les modèles {{Ouvrage}}, {{Chapitre}}, {{Article}}, {{Lien web}} et/ou {{Bibliographie}}. Le mode d'édition visuel peut mettre en forme automatiquement les références.
- Insérer une infobox (cadre d'informations à droite) n'est pas obligatoire pour parachever la mise en page.

Pour une aide détaillée, merci de consulter Aide:Wikification.
Si vous pensez que ces points ont été résolus, vous pouvez retirer ce bandeau et améliorer la mise en forme d'un autre article.
Albums de Mamamoo
Blue's Reality in Black
Singles
White Wind est un EP du girl group Mamamoo. Publié le 14 mars 2019, ce mini-album est composé de 8 chansons. Le titre Gogobebe est reconnu jusqu'à l'international par le magazine Billboard.

## Titres
| Titre           | Auteur                               | Compositeur                               | Interprète    |
| --------------- | ------------------------------------ | ----------------------------------------- | ------------- |
| Where R U       | Cosmic Sound, Cosmic Girl, Moonbyul. | Cosmic Sound, Cosmic Girl.                | Mamamoo       |
| Gogobebe        | Kim Do-Hoon, Solar, Moonbyul.        | Kim Do-hoon.                              | Mamamoo       |
| Waggy           | Kim Do-Hoon, Moonbyul.               | Kim Do-hoon.                              | Mamamoo       |
| 25              | Kim Do-Hoon, Wheein.                 | Park Woo-sang                             | Wheein (Solo) |
| Bad Bye         | B.O, Moonbyul.                       | Jeong Da-Lim, Jang Dae li, Jeong Da-Woon. | Mamamoo       |
| My star         | Cosmic Sound, Cosmic Girl, Moonbyul. | Cosmic Sound, Cosmic Girl.                | Mamamoo       |
| 4season (outro) | Park Woo-sang                        | Park Woo-sang                             | Mamamoo       |

## Distinctions
| Émission      | Travail récompensé | Date       | Ref.  |
| ------------- | ------------------ | ---------- | ----- |
| Inkigayo      | gogobebe           | 31.03.2019 |       |
| Music Core    | gogobebe           | 30.03.2019 |       |
| Music Bank    | gogobebe           | 29.03.2019 |       |
| M Countdown   | gogobebe           | 28.03.2019 | [ 2 ] |
| Show Champion | gogobebe           | 27.03.2019 |       |
| M Countdown   | gogobebe           | 21.03.2019 |       |
| The Show      | gogobebe           | 19.03.2019 |       |

| Année | Travail récompensé | Cérémonie          | Catégorie          | Résultat |
| ----- | ------------------ | ------------------ | ------------------ | -------- |
| 2019  | "gogobebe"         | Genie Music Awards | Musique de l'année | Lauréat  |

## Classement
| Chart (2019)                  | Peak position |
| ----------------------------- | ------------- |
| French Download Albums (SNEP) | 101           |
| South Korean Albums (Gaon)    | 1             |
| US World Albums (Billboard)   | 5             |

| Chart (2019)             | Peak position |
| ------------------------ | ------------- |
| Albums Sud Coréen (Gaon) | 6             |

| Chart (2019)             | Position |
| ------------------------ | -------- |
| Albums Sud Coréen (Gaon) | 78       |

| Chart (2019)                            | Peak position |
| --------------------------------------- | ------------- |
| Nouvelle Zélande (Recorded Music NZ)    | 34            |
| Singapour (RIAS)                        | 25            |
| Corée du Sud(Gaon)                      | 5             |
| Corée du Sud (Kpop Hot 100)             | 2             |
| US World Digital Song Sales (Billboard) | 2             |

| Classement (2019)   | Position |
| ------------------- | -------- |
| Corée du Sud (Gaon) | 72       |

| Titre               | Année | Appogé dans les classements | Appogé dans les classements |
| Titre               | Année | KOR                         | KOR Hot                     |
| ------------------- | ----- | --------------------------- | --------------------------- |
| "Waggy" (쟤가 걔야) | 2019  | 131                         | —                           |
| "Where R U"         | 2019  | 143                         | —                           |
| "25" (Wheein solo)  | 2019  | 183                         | —                           |
| "Bad Bye"           | 2019  | 190                         | —                           |